# Herrarnas masstart i skidskytte vid olympiska vinterspelen 2010
Herrarnas masstart i skidskytte i de olympiska vinterspelen 2010 hölls vid Whistler Olympic Park i Whistler, British Columbia den 21 februari 2010. Guldmedaljen vanns av Jevgenij Ustiugov från Ryssland.

## Resultat
| Placering | Startnummer | Namn                 | Land      | Tid     | Straffrundor (L+L+S+S) |
| --------- | ----------- | -------------------- | --------- | ------- | ---------------------- |
| 1         | 8           | Jevgenij Ustjugov    | Ryssland  | 35.35,7 | 0 (0+0+0+0)            |
| 2         | 16          | Martin Fourcade      | Frankrike | 35.46,2 | 3 (2+0+0+1)            |
| 3         | 19          | Pavol Hurajt         | Slovakien | 35.52,3 | 0 (0+0+0+0)            |
| 4         | 4           | Christoph Sumann     | Österrike | 36.01,6 | 1 (0+1+0+0)            |
| 5         | 17          | Daniel Mesotitsch    | Österrike | 36.05,9 | 3 (0+1+0+2)            |
| 6         | 12          | Ivan Tjerezov        | Ryssland  | 36.09,2 | 3 (0+2+0+1)            |
| 7         | 10          | Dominik Landertinger | Österrike | 36.09,7 | 4 (1+0+1+2)            |
| 8         | 1           | Vincent Jay          | Frankrike | 36.10,3 | 1 (0+0+0+1)            |
| 9         | 7           | Jakov Fak            | Kroatien  | 36.10,5 | 3 (1+0+1+1)            |
| 10        | 14          | Michael Greis        | Tyskland  | 36.10,7 | 0 (0+0+1+2)            |